# حق نقل‌قول مستقیم
حق نقل قول مستقیم یکی از موارد استثناء برای قانون حق تکثیر است که توسط ماده ۱۰ پیمان برن لحاظ شده است. بر طبق این ماده، نقل قول مستقیم در صورت استفاده منصفانه و به اندازه آزاد است. این حق از نسخه سال ۱۹۰۸ پیمان برن در آن لحاظ شده است.

## اجرا
معمولاً قوانین ملی محدودیت‌های ذکر شده توسط پیمان برن را در یک یا بیش از یک صورت‌های پایین اجرایی می‌کنند:
- اندازه پاراگراف‌های نقل قول شده معقول باشد (این اندازه کشور به کشور متفاوت است)
- به وضوح فرم نقل قول داشته باشد و ارجاعات آن نیز صحیح باشد
- کار جدید صرفاً ترکیبی از نقل قول‌های مستقیم نباشد

در برخی از کشورها کاربرد نقل قول (همچون در آموزش، دانش، طنز تقلیدی، ...) در میزان امکان کاربست این حق تأثیر دارد.

## اروپا
حق نقل قول مستقیم در بخش قاره‌ای اروپا (اروپا به غیر از بخشهای جزیره‌ای‌اش همچون انگلیس) بیشتر چیزهایی را پوشش می‌دهد که در قوانین کپی‌رایت دیگر به نام «استفاده منصفانه» شناخته می‌شود. نظام حقوقی اروپا، با لحاظ محدودیت‌ها، در حال گسترش میزان اجازه داده شده برای نقل قول مستقیم است.

## فهرست منابع
1. ↑  s:Convention_for_the_Protection_of_Literary_and_Artistic_Works/Articles_1_to_21#Article_10
2. ↑  «As regards the liberty of extracting portions from literary or artistic works [...] is not affected by the present Convention.» s:Convention_for_the_Protection_of_Literary_and_Artistic_Works_(Berlin_Act,_1908)#Article_10.
3. ↑  Senftleben, Martin, Bridging the Differences between Copyright's Legal Traditions – The Emerging EC Fair Use Doctrine (June 15, 2010).